# Al-Wehdat Amman
Al-Wehdat Sports Club (ar. نادي الوحدات الرياضي) – jordański klub piłkarski grający w pierwszej lidze jordańskiej, mający siedzibę w mieście Amman.

## Historia
Klub został założony w 1956 roku i jest najbardziej utytułowanym klubem w Jordanii. W swojej historii klub szesnastokrotnie zostawał mistrzem Jordanii w sezonach 1980, 1987, 1991/1992, 1994/1995, 1995/1996, 1996/1997, 1998, 2004/2005, 2006/2007, 2007/2008, 2008/2009, 2010/2011, 2013/2014, 2014/2015, 2015/2016 i 2017/2018. Zdobył również dziesięć Puchary Jordanii w latach 1982, 1985, 1989, 1996, 1997, 2000, 2009, 2010, 2011 i 2014, trzynaście Superpucharów Jordanii oraz dziewięć Tarcz Wspólnoty w 1982, 1983, 1988, 1995, 2002, 2004, 2008, 2010 i 2017.

## Sukcesy
- I liga:

mistrzostwo (16): 1980, 1987, 1991/1992, 1994/1995, 1995/1996, 1996/1997, 1998, 2004/2005, 2006/2007, 2007/2008, 2008/2009, 2010/2011, 2013/2014, 2014/2015, 2015/2016, 2017/2018
- Puchar Jordanii:

zwycięstwo (10): 1982, 1985, 1989, 1996, 1997, 2000, 2009, 2010, 2011, 2014
- Tarcza Wspólnoty:

zwycięstwo (9): 1982, 1983, 1988, 1995, 2002, 2004, 2008, 2010, 2017
- Superpuchar Jordanii:

zwycięstwo (13): 1989, 1992, 1997, 1998, 2000, 2001, 2005, 2008, 2009, 2010, 2011, 2014, 2018

## Stadion
Domowe mecze klub rozgrywa na stadionie o nazwie Stadion Króla Abdullaha w Ammanie, położonym w mieście Amman. Stadion może pomieścić 18000 widzów.